# سلامت (أيل غورك)
سلامت (بالفارسية: سلامت) هي منطقة سكنية تقع في إيران في قسم أيل غورك الريفي. يقدر عدد سكانها بـ 401 نسمة بحسب إحصاء 2016.